# Base Zhongshan

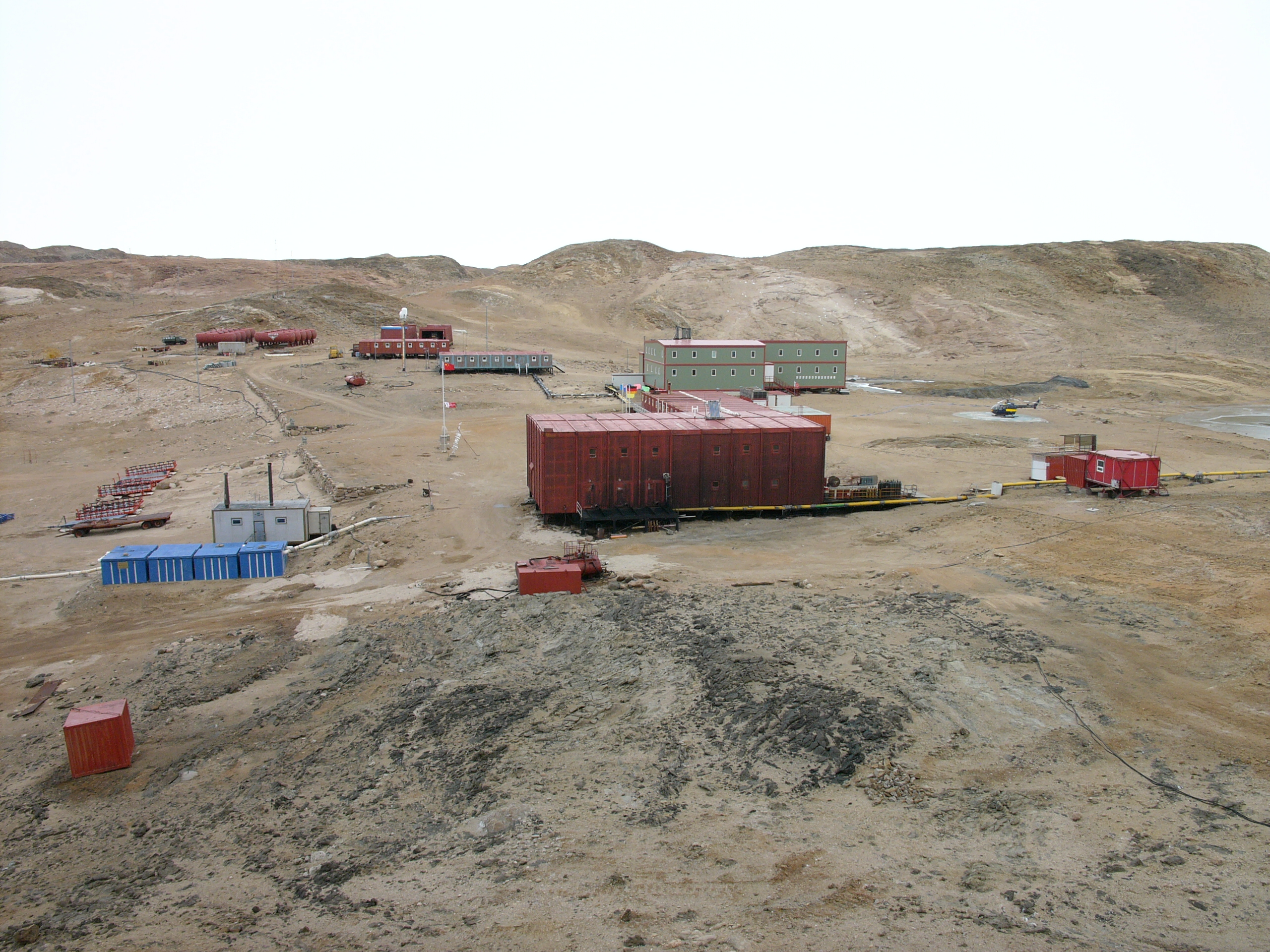
Vista de la base en 2007.

Zhongshan (en en chino, 中山站; pinyin, Zhōngshān Zhàn) es una base de la República Popular China en las colinas Larsemann de la Tierra de la Princesa Isabel, en la bahía Prydz de la Antártida. 
Fue inaugurada por la 5° Expedición Nacional de Investigación Antártica China (CHINARE-5) el 26 de febrero de 1989 y es administrada por Instituto de Investigación Polar de China. Su nombre fue puesto en homenaje al primer presidente de la República de China, Sun Yat-sen, que en el pinyin o sistema de transcripción fonética del chino mandarín se escribe Sūn Zhōngshān.
Se encuentra cercana a la base Progres de Rusia y la base conjunta Law-Racovita de Australia y Rumania.
La base tiene capacidad para 60 personas en verano y 25 invernantes. Consta de 15 edificios con un total de 2700 m², que se reparten entre oficinas, dormitorios, garajes, generadores, y edificios para la investigación científica y las observaciones meteorológicas. Posee un total de 14 vehículos de distintos tipos.